# Spectacle vivant
 (novembre 2016).
Si vous disposez d'ouvrages ou d'articles de référence ou si vous connaissez des sites web de qualité traitant du thème abordé ici, merci de compléter l'article en donnant les références utiles à sa vérifiabilité et en les liant à la section « Notes et références ».
 (novembre 2016).

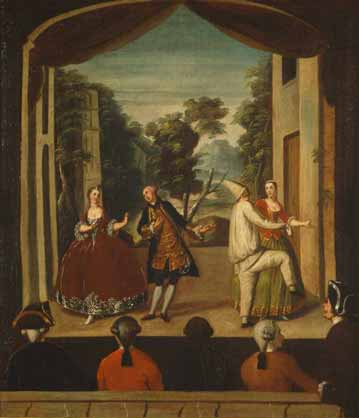
Scène de théâtre, par Pietro Longhi (1752).

Le spectacle vivant se caractérise par la coprésence d'actants (ceux qui donnent à voir et à entendre) et d'un public (ceux qui ont accepté de voir et d'entendre).
En cela, le spectacle vivant désigne de nombreux modes d'expression artistique, de la représentation à l'improvisation : le théâtre, la danse, les arts du cirque, les arts de la rue, les arts de la marionnette, l'opéra, le spectacle de rue et la musique live.
On parle aussi plus généralement d'arts du spectacle, mais cette expression peut également englober le cinéma et la musique, notamment dans les cursus universitaires ayant adopté cet intitulé.

## Historique

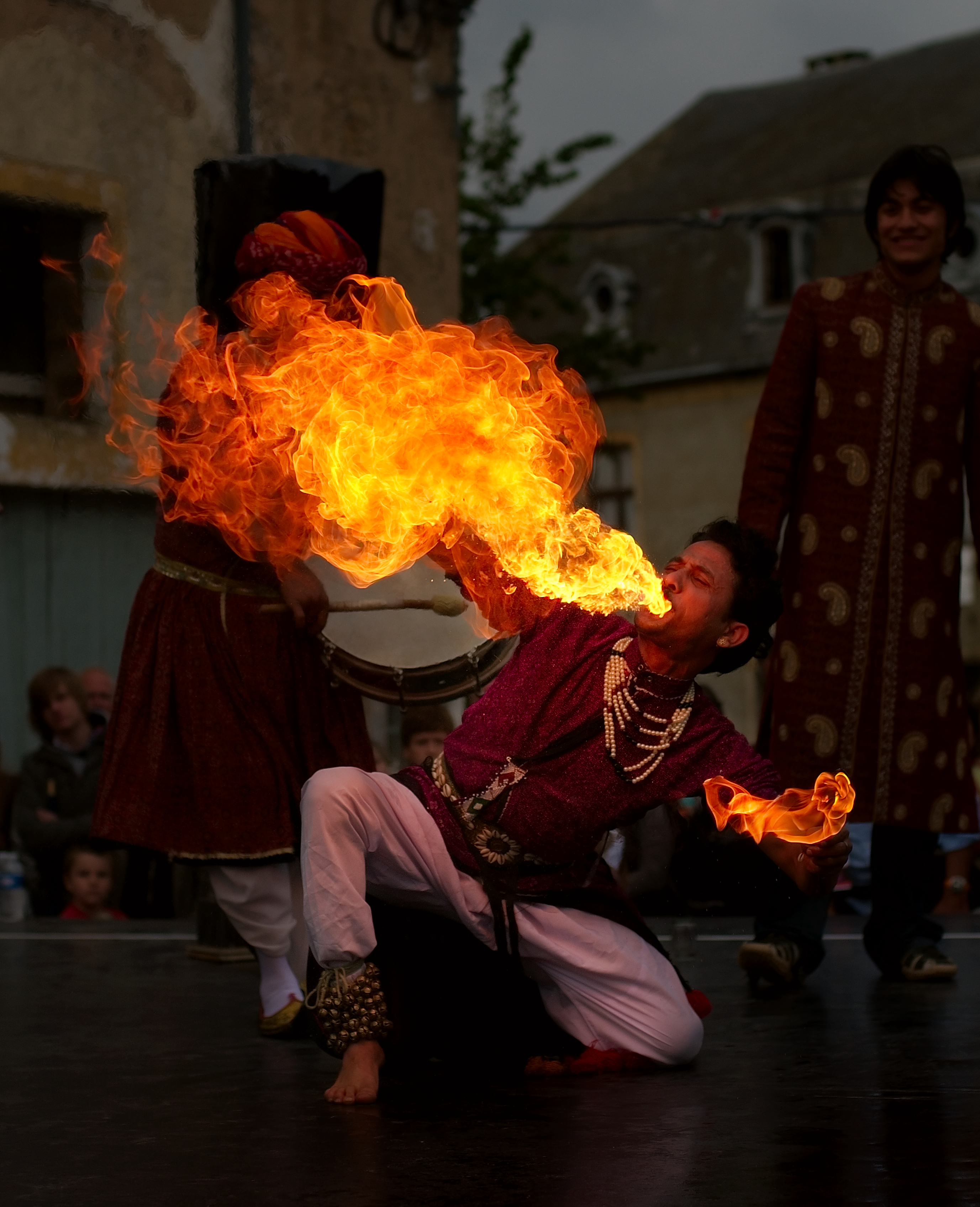
Un cracheur de feu.

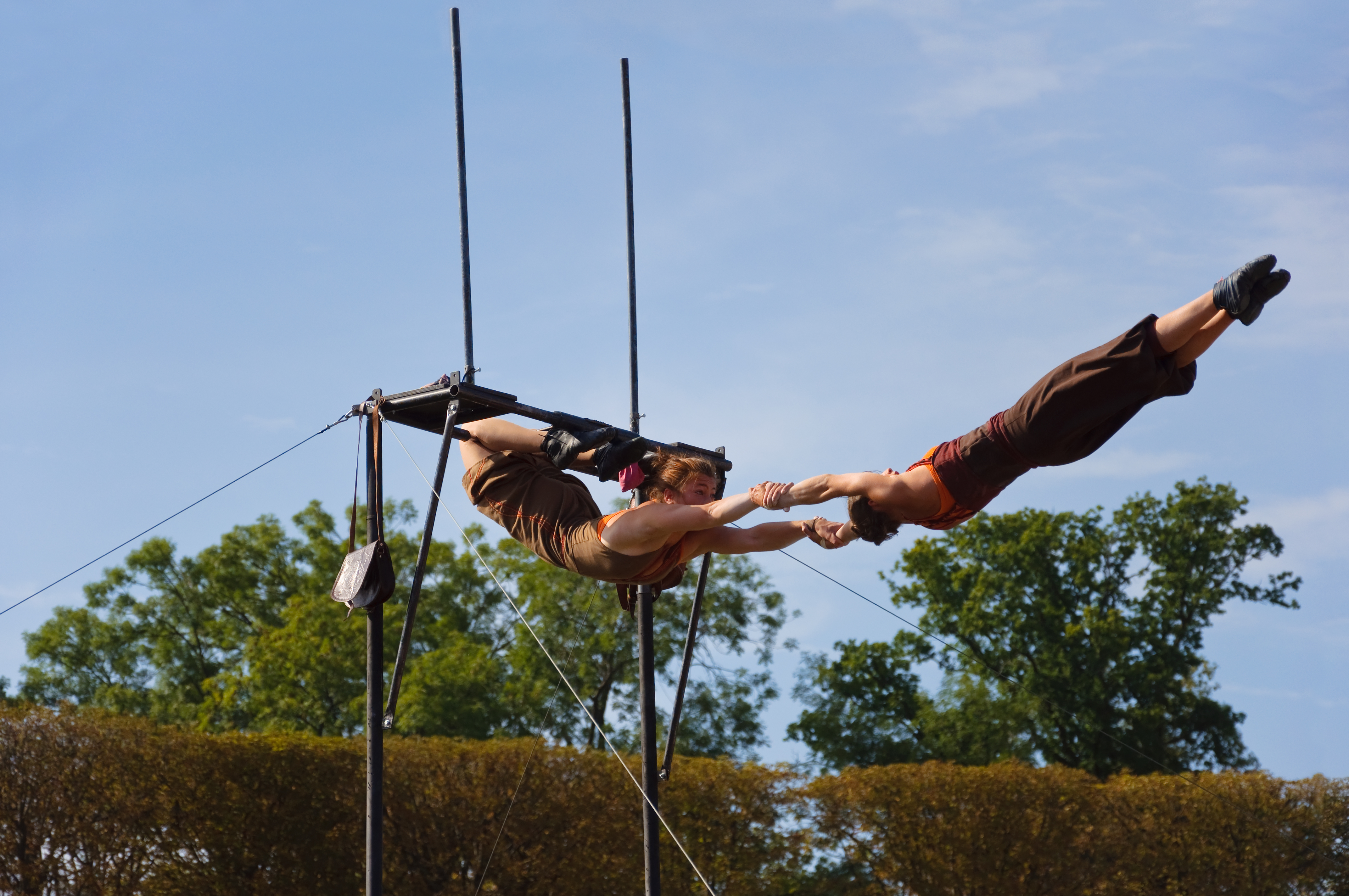
Numéro de cadre aérien durant le festival des arts de la rue et du cirque 2010 (Hauts-de-Seine).

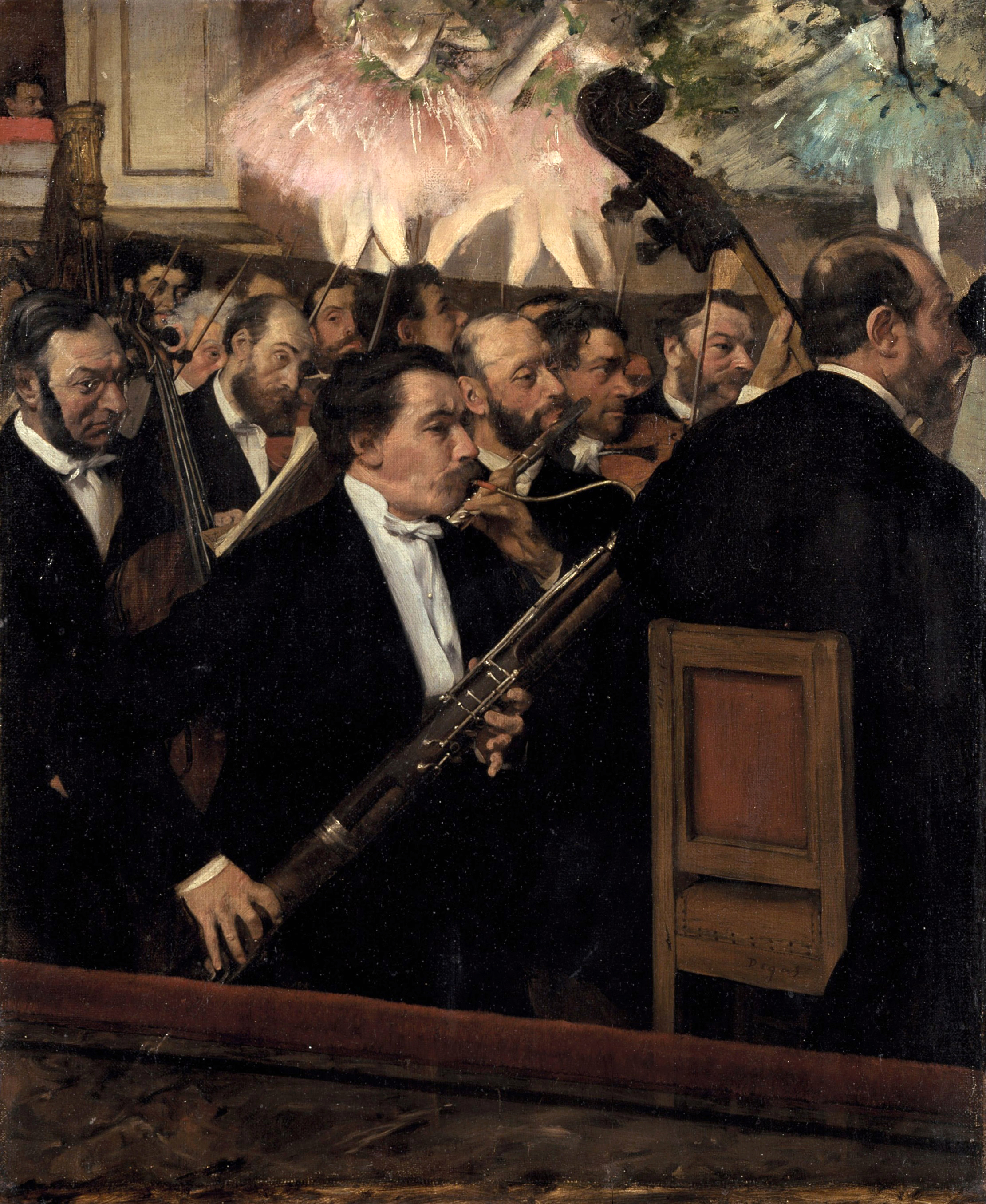
L'Orchestre de l'Opéra, par Edgar Degas (vers 1870).

Historiquement, le concept de spectacle vivant a émergé au début des années 1990 à l'initiative des milieux artistiques et culturels. L'objectif était de réunir sous cette appellation un ensemble de pratiques et de comportements professionnels, économiques, artistiques, sociologiques.
En 2013, il y a en France environ 20 000 associations actives dans le spectacle vivant et employant du personnel. Elles travaillent dans le domaine de la création, de la production, des prestations de soutien (éclairage, etc), ou de la gestion de salles. Leur financement dépend plus souvent de leur activité (billetterie par exemple), alors que les associations culturelles sont plus souvent financées par des subventions. Leur rayon d'action est souvent assez large, d'envergure au moins régionale ou nationale pour la moitié d'entre elles. Ces associations ont peu d'adhérents. Les deux tiers des salariés de ces associations sont des artistes. Un autre deux tiers de ces salariés sont masculins, à cause de la prédominance des hommes dans les métiers techniques du spectacle.

## Cadre réglementaire en France
En France, l'activité professionnelle de « spectacle vivant » est encadré par une loi sociale et fiscale de 1999, portant modification de l'ordonnance no 45-2339 du 13 octobre 1945 relative aux spectacles, dans laquelle le spectacle vivant est « défini par la présence physique d'au moins un artiste du spectacle percevant une rémunération lors de la représentation en public d'une œuvre de l'esprit ».
Cette loi encadre le travail des entreprises du spectacle, notamment en ce qui concerne leur statut juridique, leurs obligations en matière de droit du travail, leurs responsabilités vis-à-vis des artistes, et les aides et subventions qu'elles peuvent obtenir.
Toute personne désirant faire des arts du spectacle son activité principale doit nécessairement être titulaire d'une licence d'entrepreneur de spectacles. Cette licence depuis 2019 est remplacée par un récépissé d'entrepreneur de spectacles valide pour une durée de cinq ans, au terme de laquelle il doit en solliciter le renouvellement. La loi distingue trois catégories d'entrepreneurs : Les exploitants de lieux de spectacles aménagés pour les représentations publiques ; les producteurs de spectacles ou entrepreneurs de tournées qui ont la responsabilité d'un spectacle et notamment celle d'employeur à l'égard du plateau artistique ; les diffuseurs de spectacles qui ont la charge, dans le cadre d'un contrat, de l'accueil du public, de la billetterie et de la sécurité des spectacles, et les entrepreneurs de tournées qui n'ont pas la responsabilité d'employeur à l'égard du plateau artistique.
Les salariés de ces entreprises peuvent bénéficier du statut d'intermittent du spectacle.

## Dispense de licence
La dispense de licence est accordée aux organisateurs de spectacles considérés comme occasionnels pour les motifs suivants :
- ils sont réalisés pour répondre aux besoins du culte ;
- ils sont organisés par une œuvre sociale, éducative, culturelle ou sportive, et pour son soutien ;
- ils sont organisés à leur bénéfice exclusif par des associations, comités d'entreprises et autres organismes non commerciaux, agissant sans but lucratif et dont la gestion ne présente aucun caractère profitable.

Les collectivités, par leurs budgets consacrés à la culture, soutiennent plus ou moins selon les périodes et les régions le spectacle vivant. L'établissement public de coopération culturelle Arcadi (Action régionale pour la création artistique et la diffusion en Île-de-France) a lancé une mission de repérage sur la politique de soutien des Régions en faveur du spectacle vivant, avec l'Observatoire des politiques culturelles, et l'aide de la commission Culture de l'Association des régions de France, avec en 2010, un recueil (état des lieux, descriptif) des politiques soutenant le spectacle vivant conduites par les régions, pour la mise à disposition de tous d'une base d'informations sur ce sujet.
Le Conseil national des professions du spectacle, placé auprès du ministre chargé de la culture, est un organisme qui peut être consulté par le gouvernement et émettre des préconisations sur toute question relative aux professions du spectacle vivant et du spectacle enregistré. Elles sont transmises au ministre chargé de la culture, qui en rend compte à l'Assemblée nationale et au Sénat. Par ailleurs, le Conseil national des professions du spectacle peut être saisi par tout ministre sur toute question relative aux professions du spectacle vivant et du spectacle enregistré.

### Le spectacle vivant face aux enjeux environnementaux
De nombreux rapports, dont "Décarbonons la Culture" publié par The Shift Project, mettent en avant l'impact du spectacle vivant, et notamment du transport des publics, sur le bilan carbone. Des pistes sont proposées comme la mise en place de covoiturage, le développement des transports en commun pour l'accès aux salles, ou encore encourager la sobriété énergétique.
De nombreuses scènes et structures se sont ainsi saisies de ces questions afin de proposer des innovations et des solutions à ce problème. On peut ainsi citer La Passerelle, scène nationale, ayant mis en place des possibilités de covoiturages pour ses spectateurs.